# Сен-Бонне-пре-Бор
Сен-Бонне́-пре-Бор (фр. Saint-Bonnet-près-Bort, окс. Sent Bonet prep Baurt) — коммуна во Франции, находится в регионе Лимузен. Департамент — Коррез. Входит в состав кантона Бор-лез-Орг. Округ коммуны — Юссель.
Код INSEE коммуны — 19190.
Коммуна расположена приблизительно в 380 км к югу от Парижа, в 100 км юго-восточнее Лиможа, в 60 км к северо-востоку от Тюля.

## История
Во время Великой французской революции название коммуны было изменено на Бонне-пре-Бор.

## Население
Население коммуны на 2008 год составляло 182 человек.
| 1962 | 1968 | 1975 | 1982 | 1990 | 1999 | 2008 |
| ---- | ---- | ---- | ---- | ---- | ---- | ---- |
| 201  | 202  | 168  | 162  | 176  | 165  | 182  |

## Экономика
В 2007 году среди 109 человек в трудоспособном возрасте (15-64 лет) 87 были экономически активными, 22 — неактивными (показатель активности — 79,8 %, в 1999 году было 67,0 %). Из 87 активных работали 81 человек (47 мужчин и 34 женщины), безработных было 6 (3 мужчин и 3 женщины). Среди 22 неактивных 4 человека были учениками или студентами, 12 — пенсионерами, 6 были неактивными по другим причинам.

## Достопримечательности
- Церковь Сен-Бонне-де-Клермон (XII век). Памятник истории с 1972 года[3]

## Фотогалерея

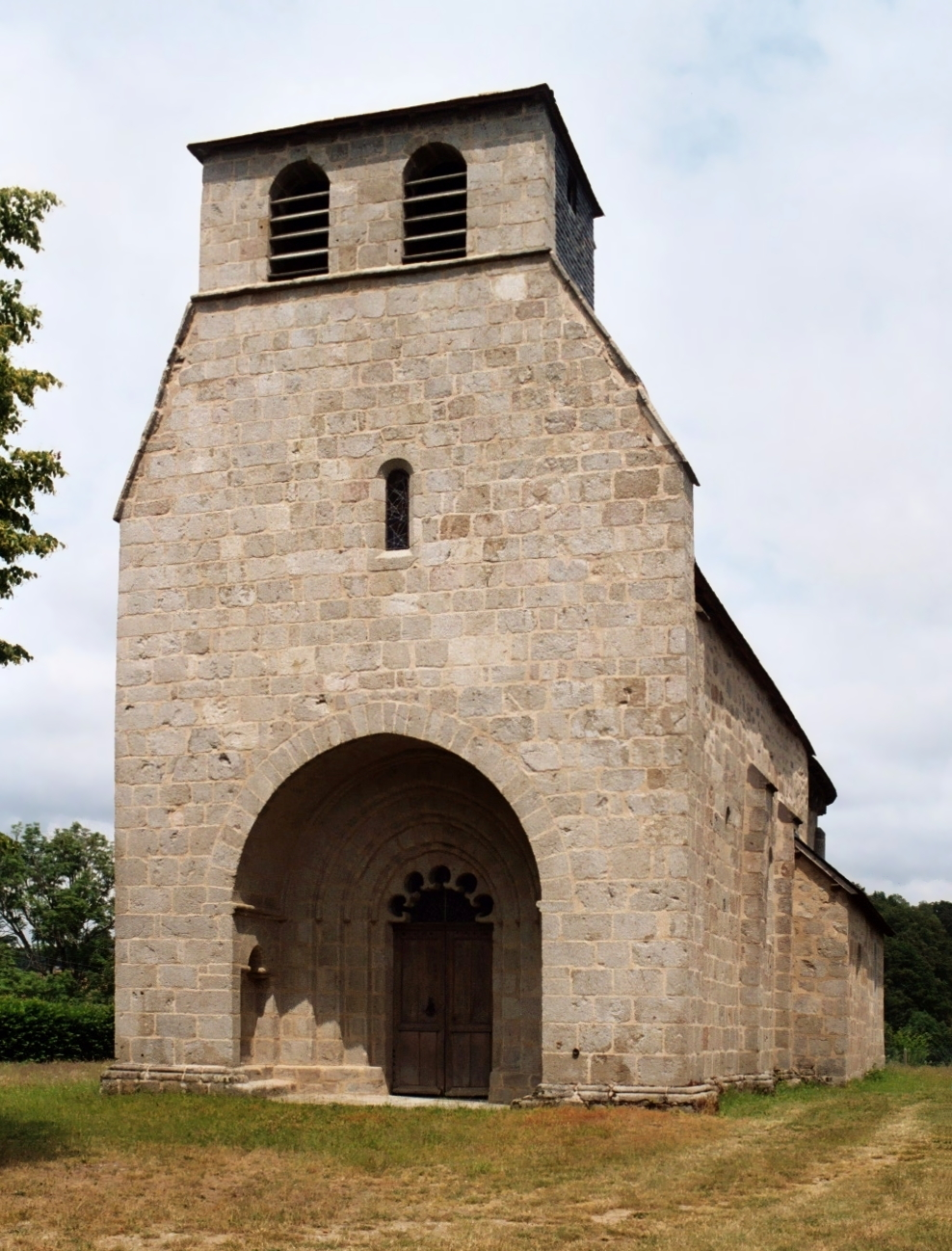
Церковь Сен-Бонне-де-Клермон
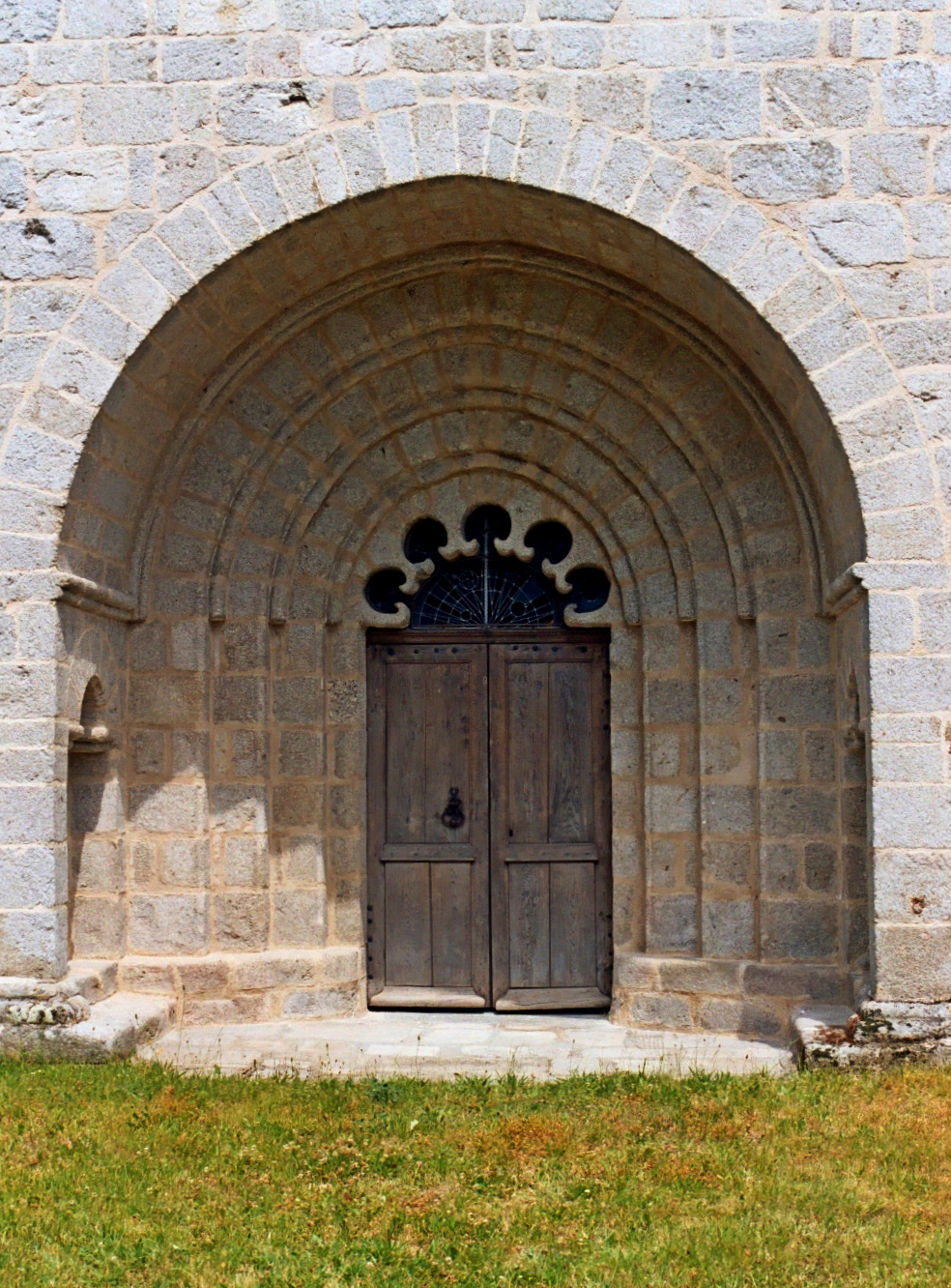
Церковь Сен-Бонне-де-Клермон
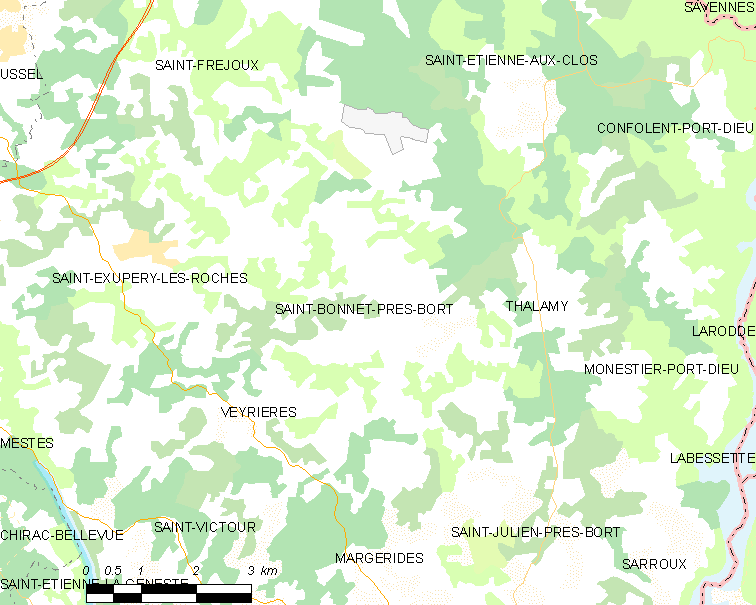
Карта коммуны